# Moa Martinson
Moa Martinson, właśc. Helga Maria Martinson z d. Swartz (ur. 2 listopada 1890 w Vårdnäs, zm. 5 sierpnia 1964 w Södertälje k. Sztokholmu) – szwedzka pisarka.

## Życiorys
Pierwsza połowa jej życia upłynęła w skrajnym ubóstwie. Była matką pięciorga dzieci, w wieku 25 lat owdowiała i musiała utrzymywać rodzinę. Później została żoną pisarza proletariackiego Harry'ego Martinsona, z którym rozwiodła się w 1940. Podczas małżeństwa z Harrym zaczęła działalność pisarską jako Moa Martinson. Była przedstawicielką tzw. literatury proletariackiej. Pisała powieści ukazujące życie kobiet z proletariatu miejskiego i wiejskiego (głównie robotnic rolnych), m.in. trylogię z elementami autobiograficznymi Mor gifter sig, Kyrkbröllop i Kungens rosor (1936-1939) i opowiadania, głównie o proletariuszach z XVIII i XIX wieku. Opowiadała o życiu robotnic z ciepłem i humorem. Polski wybór jej opowiadań ukazał się w 1965 w antologii Losy ludzkie. Opowiadania i nowele szwedzkie.